# Thelma Ritter
Thelma Ritter (14 de febrero de 1902-5 de febrero de 1969) fue una sólida actriz secundaria del cine estadounidense de las décadas de 1940, 1950 y 1960, conocida mayormente por sus papeles de comedia y su fuerte acento de Brooklyn. Recibió seis nominaciones a los premios Óscar de la Academia como mejor actriz de reparto siendo nominada en esta categoría como ninguna otra actriz en la historia, solo superada después por Glenn Close con siete nominaciones como actriz secundaria. Ganó un premio Tony a mejor actriz principal en un musical.

## Biografía: sus inicios
Ritter nació en Brooklyn, Nueva York, en 1902 siendo la hija mayor de Charles y Lucy Ritter. Según el censo del Estado de Nueva York de 1905, su padre en ese tiempo era contable. La carrera de Thelma se inició en la adolescencia cuando apareció en compañías de obras de teatro estudiantiles. Más tarde recibiría un aprendizaje formal en la American Academy of Dramatic Arts. Mientras luchaba por establecer una carrera sobre los escenarios decide formar una familia tomando una pausa en la actuación para tener a sus dos hijos Monica y Joe de su esposo Joseph Moran, con quien se había casado en 1927; él también era actor, pero cambió su profesión a mediados de los años 1930, optando por ser agente y posteriormente ejecutivo de publicidad. Regresaría a la actuación a comienzos de los años 1940.

## Carrera
Empezó su carrera en espectáculos en la radio y en teatro. Actuó en obras de Broadway como The Shelf (1926), In Times Square (1931), New Girl in Town (1956) y UTBU (1965).
La primera película de Ritter fue "Milagro en la calle 34" (1947). Dejó una memorable impresión en parte no acreditada como la madre frustrada incapaz de encontrar un juguete que Kris Kingle le había prometido a su hijo. Su tercer papel dirigida por el director y escritor Joseph L. Mankiewicz en A Letter to Three Wives (1949), dejó marca y otra vez sin crédito para Ritter. Mankiewicz tenía a Ritter en mente y la puso en el reparto como Birdie en All About Eve (1950), con lo cual tuvo una primera nominación al Oscar. Una segunda nominación siguió a su trabajo con Mitchell Leisen, la comedia de enredo The Mating Season (1951) protagonizada por Gene Tierney y John Lund. Estuvo trabajando en el cine en los siguientes doce años.
Apareció en muchos episodios de drama en series de televisión de los años 1950 como Alfred Hitchcock Presents, General Electric Theater, y The United States Steel Hour. Entre los papeles más recordados de Ritter se encuentran el de enfermera de James Stewart en la película "La ventana indiscreta" (1954) , el de la devota criada de Bette Davis en "Eva al desnudo" (1950), y el de la amiga de Marilyn Monroe en "Vidas rebeldes" (1961). Entre sus actuaciones de comedia, actuó con Doris Day en Pillow Talk de 1959. También interpretó papeles de melodrama notables como en With a Song in My Heart (1952), Pickup on South Street (1953), Titanic (1953), The Misfits (1961), y Birdman of Alcatraz (1962), recibiendo otra nominación al Oscar por ella.

## Premios y nominaciones
A lo largo de su carrera, Ritter fue nominada seis veces a los Premios Óscar, aunque nunca recibió ninguno. Por este hecho, junto con Deborah Kerr y Glenn Close, es la actriz que más veces ha sido nominada a un Premio Oscar de interpretación y nunca lo ganó. El récord para todos los actores es Peter O'Toole con ocho nominaciones sin ganarlo, seguido por Richard Burton con siete nominaciones. Posteriormente tanto Debora Kerr como Peter O'Toole recibieron un Óscar honorífico de la Academia. En 1954 copresentó la ceremonia junto al actor Bob Hope.

## Muerte
Poco después de aparecer en The Jerry Lewis Show el 23 de enero de 1968, Thelma Ritter sufrió un ataque cardíaco que acabó con su vida, en Nueva York, nueve días antes de su cumpleaños 67.

## Filmografía (parcial)
- Milagro en la calle 34 (1947)
- Eva al desnudo (1950)
- Titanic (1953)
- Manos peligrosas (1953)
- La ventana indiscreta (1954)
- Papá, piernas largas (1955)
- Pillow Talk (1959)
- Vidas rebeldes (1961)
- La conquista del Oeste (1962)
- El hombre de Alcatraz (1962)
- Apártate, cariño (1963)

## Premios y distinciones
| Año  | Categoría               | Película                      | Resultado |
| ---- | ----------------------- | ----------------------------- | --------- |
| 1951 | Mejor actriz de reparto | Eva al desnudo                | Nominada  |
| 1952 | Mejor Actriz de Reparto | Casado y con dos suegras      | Nominada  |
| 1953 | Mejor actriz de reparto | Con una canción en mi corazón | Nominada  |
| 1954 | Mejor actriz de reparto | Manos peligrosas              | Nominada  |
| 1960 | Mejor actriz de reparto | Confidencias de medianoche    | Nominada  |
| 1963 | Mejor actriz de reparto | El hombre de Alcatraz         | Nominada  |

Globos de Oro
- 1950 - Candidata al Globo de Oro a la mejor actriz de reparto por "Eva al desnudo".
- 1951 - Candidata al Globo de Oro a la mejor actriz de reparto por "Casado y con dos suegras".
- 1965 - Candidata al Globo de Oro a la mejor actriz de reparto por "Boeing (707) Boeing (707)".

Premios Emmy
- 1955 - Candidata al Emmy a la mejor actriz de reparto por su interpretación en el episodio "The Catered Affair" de la serie de televisión "Goodyear Television Playhouse".

Premios Tony
- 1957 - Ganadora de Tony a la mejor actriz (Musical) por New Girl in Town, junto a su compañera, Gwen Verdon.